# 모건 오벤레더

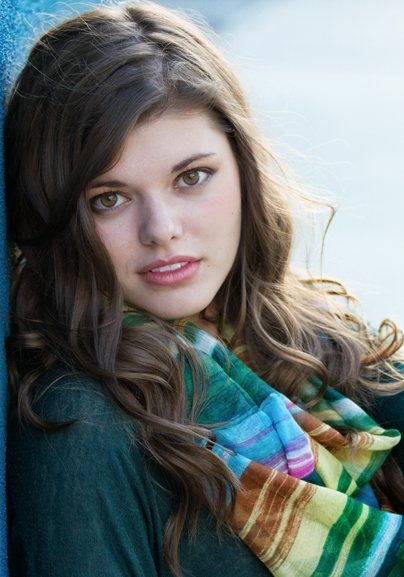

모건 오벤레더(Morgan Obenreder, 1995년 4월 9일 ~ )는 미국의 배우, 텔레비전 배우, 영화배우이다.

## 영화
- 50가지 욕망의 그림자 (2015년) - 다라 역
- 저지 캅: 테러 어택 (2015년) - 사만다 역
- 헤이븐스 포인트 (2012년) - 제스 역